# Isomeria cis-trans
L'isomerisme cis/trans o E/Z és una forma d'estereoisomerisme que descriu l'orientació dels grups funcionals dins una molècula. En general aquests isòmers tenen doble enllaç, que no poden rotar, però també poden sorgir d'estructures en anell, on la rotació dels enllaços està molt restringida. Els isòmers Cis i trans es donen tant en molècules orgàniques com en complexes de coordinació de molècules inorgàniques.
Els termes cis i trans provenen del llatí, en el qual cis significa "al mateix lloc" i trans, "a l'altre costat".
|  |  |

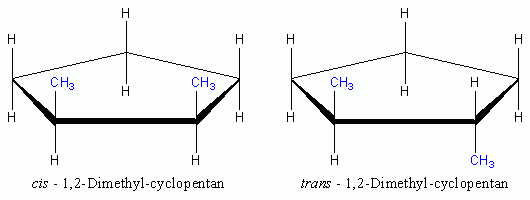
cis-1,2-dimetilciclopentà i trans-1,2-dimetilciclopentà.

El terme "isomerisme geomètric" es considera un sinònim obsolet d'isomerisme "cis/trans per la IUPAC. De vegades s'utilitza com a sinònim per l'estereosimerisme general (per exemple: isomerisme òptic havia estat dit isomerisme geomètric); el terme correcte per l'estereoisomerisme no òptic és diastereomerisme.

## En química orgànica
Quan els grups substituents estan orientats en la mateixa direcció, el diastereòmer es diu que és cis, en canvi, quan els substituents estan orientats en direccions oposades, el diastereòmer es diu que és trans. El 2-butè és un exemple d'un petit hidrocarbur que mostra isomerisme cis/trans.
Els composts alicíclics també poden mostrar isomerisme cis/trans

### Comparació de les propietats físiques
Els isòmers Cis i trans sovint tenen propietats físiques diferents. Les diferències entre isòmers, en general, s'originen de les diferències de la forma de la molècula i sobretot en el moment dipolar
Aquestes diferències poden ser molt petites, reflectides per exemple en un grau de diferència en el punt d'ebullició. Les diferèncis poden ser més grans en el cas d'haver enllaços bipolars com en el cas de l'1,2-dicloroetà.
Els dos isòmers de l'àcid butenedioic tenen grans diferències en les seves propietats i reactivitat i reben noms completament diferents. L'isòmer cis s'anomena àcid maleic i el trans àcid fumàric.

#### Estabilitat
Normalment els isòmers trans són més estables que els isòmers cis. Segons Jerry March, els isòmers trans també tenen una calor de combustió més baixa, cosa que indica una més alta estabilitat termoquímica

### Notació E/Z

El brom té prioritat sobre el clor, segons les regles de Cahn-Ingold-Prelog, per això aquest alquè és un isòmer Z

El sistema cis/trans per donar nom als isòmers no és efectiu quan hi ha més de dos substituents diferents en un doble enllaç. Es pot usar el sistema de notació E/Z. La Z és de l'alemany zusammen que vol dir “junt” i correspon al terme cis; E (de l'alemany entgegen) significa "oposat" i correspon a trans.
Quan una configuració molecular es designa E o Z s'ha determinat per la regla de prioritat Cahn-Ingold-Prelog; els nombres atòmics més alts donen la prioritat més alta.

## Complexos de coordinació inorgànics
En els complexos de coordinació inorgànics, els quals tenen geometries octaèdriques o quadrades planars, també hi ha isòmers cis en els quals els lligands estan molt a prop i isòmers trans en els quals estan més separats.

Dos complexos isomèrics, cisplatina i transplatina